# Chlorophorus clemenceaui
Chlorophorus clemenceaui là một loài bọ cánh cứng trong họ Cerambycidae.